# Minuskel 60
Minuskel 60 (in der Nummerierung nach Gregory-Aland), ε 1321 (von Soden) ist eine griechische Minuskelhandschrift des Neuen Testaments auf 291 Pergamentblättern (20,5 × 14,5 cm). Das Manuskript ist durch sein Kolophon auf das Jahr 1297 datiert. Die Handschrift ist vollständig.

## Beschreibung
Der Kodex enthält den Text der vier Evangelien. Es wurde einspaltig mit je 23 Zeilen geschrieben. Sie enthält das Epistula ad Carpianum, Eusebischen Tabellen, τιτλοι, κεφαλαια, Bilder, Unterschriften und Ammonianische Abschnitte, jedoch fehlt der Eusebische Kanon. Sie enthält einige Scholia des Arethas.
Die Handschrift (folios 4-294) gehört zum gleichen Manuskript wie 2821 (fol. 295–316).
Der griechische Text des Codex repräsentiert den Byzantinischen Texttyp und wird der Kategorie V zugeordnet.

## Geschichte
Die Handschrift gehörte John Moore, Bischof von Ely, dessen Bücher bei seinem Tode im Jahre 1714 von König Georg I. der Cambridger Universität geschenkt wurden. Der Kodex befindet sich zurzeit in der Universitätsbibliothek Cambridge (Dd. 9.69, fol. 4–294) in Cambridge.